# Ichneumon leucogigas
Ichneumon leucogigas är en stekelart som beskrevs av Heinrich 1965. Ichneumon leucogigas ingår i släktet Ichneumon och familjen brokparasitsteklar. Utöver nominatformen finns också underarten I. l. australis.